# 渋谷ソラスタ
渋谷ソラスタ（しぶやソラスタ、SHIBUYA SOLASTA）は、渋谷区道玄坂のオフィスビル。東急不動産が複数の地権者とともに設立した一般社団法人道玄坂121を中心として、当時の本社ビル「新南平台東急ビル」およびその周辺の刷新プロジェクト「南平台プロジェクト」を立案し、2016年6月より着工、2019年3月29日に竣工した。

## 概要
渋谷ソラスタはJR渋谷駅の西側に位置し、国道246号沿いに面した地上21階、地下1階、高さ107メートル、賃貸面積8,400坪の高層ビルで、東急不動産および東急不動産ホールディングスの本社ビルとして建てられた。関連会社である東急コミュニティー、東急ハンズも一部部門が当該ビルに機能移転している。19階には丸亀製麺などを運営する株式会社トリドールホールディングスの本社がある。IoTを活かしたオフィス作りを特徴としており、トイレの混雑状況の可視化、PCやスマートフォンからのオフィス空調の制御、従業員の位置情報のリアルタイム表示、共用ワークスペースの利用状況の連携、ビル来訪者受付予約システム、温度や湿度、周辺降雨情報の提供などのさまざまな情報サービスが提供されている。
また、環境への取り組みとしてCASBEE（建築環境総合性能評価システム）にてSランクを取得、日本政策投資銀行によるDBJ Green Building認証における5つ星取得、ABINC認証（いきもの共生事業所認証）といった評価を獲得している。そのほか、江⼾のみどり登録緑地に登録を行い、業務効率化、生産性の向上、コミュニケーションの活性化を目的とした植栽活用「Green Work Style」を推進している。
渋谷ソラスタの名称は空（SOLA）、太陽（SOLAR）、ステージ（STAGE）を掛け合わせた造語で、「晴れやかな空の下で多彩なワーカーが活躍する舞台となってほしい」という意味を込めて命名したとしている。

## 植栽推進
渋谷ソラスタは東京都環境局が推進する江⼾のみどり登録緑地（東京在来種を積極的に植栽し、生物多様性保全に取り組んでいる緑地に対して東京都が公表・登録する制度）の優良緑地として2019年3月に登録された。敷地面積4,128㎡に対して緑地面積が928㎡を占めている。
21階スカイテラスやメインエントランス、各階バルコニーなどを中心としてシラカシ、アラカシ、ウラジロガシ、カツラ、コハウチワカエデ、ヤマザクラ、ユキヤナギ、ヤマブキ、ガマズミ、マユミ、ムラサキシキブ、アセビといった17種の樹木が植栽されている。